# Belgische verkiezingen 1921
Bij de Belgische wetgevende verkiezingen op zondag 20 november 1921 koos men in België een nieuwe Kamer van volksvertegenwoordigers en een nieuwe Senaat.

## Datum
Beide Kamers waren in november 1919 volledig vernieuwd en het parlement was volop bezig met de grondwetsherzieningen na het akkoord van Loppem.
Met de grondwetsherziening van 7 februari 1921 werd in artikel 47 het algemeen enkelvoudig stemrecht voor mannen ingevoerd.
De wet van 26 maart 1921 regelde het opmaken van de kiezerslijsten overeenkomstig dat nieuwe grondwetsartikel. Deze wet bepaalde dat die kiezerslijsten van kracht worden op 1 oktober 1921. Om de Grondwet en deze wet na te leven, konden de verkiezingen niet vôór deze datum plaatsvinden. 
Echter, onder het oude, nog wettelijk geldende systeem (namelijk artikelen 153 en 252 van het Kieswetboek) diende op de vierde zondag van mei (1921) een gedeeltelijke vernieuwing van de Kamer van volksvertegenwoordigers plaats te vinden. Deze verkiezing werd uitgesteld. De Senaat zou pas na vier jaar (1925) gedeeltelijk vernieuwd worden.
Door de grondwetswijziging van 15 oktober 1921 komt er een legislatuur van vier jaar, in plaats van gedeeltelijke vernieuwing van de Kamer elke twee jaar en van de Senaat elke vier jaar. Uiteindelijk werden beide Kamers ontbonden bij koninklijk besluit en werden de verkiezingen uitgeschreven voor 20 november 1921.

## Stemrecht
Door de grondwetswijziging van 15 oktober 1921 krijgt de Senaat een meer democratische samenstelling en wordt het algemeen enkelvoudig stemrecht ingevoerd voor mannen vanaf hun eenentwintigste. De vrouwen hebben dan nog enkel stemrecht bij gemeenteraadsverkiezingen (voor de eerste keer bij de verkiezingen van 24 april 1921). 

## Politieke context
De verkiezingen van 1921 - en eigenlijk ook al die van 1919 - brengen een politieke aardverschuiving teweeg. Voortaan beschikt geen enkele partij nog over een meerderheid van de parlementszitjes. Dat impliceert dat er coalities tussen verschillende partijen zullen moeten worden gesloten, wat dan weer toegevingen vraagt van zij die mee willen regeren. Onrechtstreeks versterkt dit de politieke partijen, die zelf fractiedwang moeten gaan nastreven.

## Kamer
De Katholieke Partij komt als overwinnaar uit de bus. De partij is nochtans volop in transformatie tot de Katholieke Unie, waar de verschillende standen in participeren. In sommige arrondissementen worden alternatieve conservatief-katholieke lijsten ingediend, met name in Antwerpen met Paul Segers, de voorzitter van de Federatie van katholieke kringen. In andere arrondissementen zoals Kortrijk is het de conservatieve vleugel die de "officiële" lijst heeft, terwijl het ACW een alternatieve lijst indient.
In Oost-Vlaanderen wordt het kartel tussen de Frontpartij en de Daensisten, dat twee jaar eerder drie zetels opleverde, niet voortgezet. Beide partijen komen er los van elkaar op en verliezen de drie zetels.
| Partij | Partij        | Kamer van volksvertegenwoordigers | Kamer van volksvertegenwoordigers | Kamer van volksvertegenwoordigers | Kamer van volksvertegenwoordigers |
| Partij | Partij        | Stemmen                           | %                                 | Zetels                            | Zetels +/-                        |
| ------ | ------------- | --------------------------------- | --------------------------------- | --------------------------------- | --------------------------------- |
|        | Katholieken   | 783.676                           | 40,57%                            | 80                                | +7                                |
|        | BWP           | 672.478                           | 34,81%                            | 68                                | -2                                |
|        | Liberalen     | 343.959                           | 17,80%                            | 33                                | -1                                |
|        | Frontpartij   | 58.790                            | 3,04%                             | 4                                 | -1                                |
|        | Oud-strijders | 19.401                            | 1,00%                             | 1                                 | -1                                |
|        | Andere        | 53.662                            | 2,78%                             | 0                                 | -2                                |
| Totaal | Totaal        | 1.931.966                         | 100%                              | 186                               | -                                 |

## Senaat
Door de recente grondwetswijziging kan men zich veel gemakkelijker kandidaat stellen voor de Senaat. Er worden dan ook meer lijsten ingediend dan twee jaar eerder, en het resultaat van deze verkiezing benadert dat van de Kamer.
De categorie van de door de provincieraden aangeduide senatoren is vergroot: nu 40 zetels in plaats van 23. Bovendien is er een nieuwe categorie gecreëerd, van 20 gecoöpteerde senatoren.
| Partij | Partij        | Senaat    | Senaat | Senaat |
| Partij | Partij        | Stemmen   | %      | Zetels |
| ------ | ------------- | --------- | ------ | ------ |
|        | Katholieken   | 768.376   | 41,24% | 42     |
|        | BWP           | 661.168   | 35.48% | 33     |
|        | Liberalen     | 362.187   | 19.44% | 18     |
|        | Frontpartij   | 29.726    | 1,60%  | 0      |
|        | Oud-strijders | 14.246    | 0,76%  | 0      |
|        | Overige       | 27.629    | 1,48%  | 0      |
| Totaal | Totaal        | 1.863.332 | 100%   | 93     |

## Verkozenen
- Kamer van volksvertegenwoordigers (samenstelling 1921-1925)
- Samenstelling Belgische Senaat 1921-1925

## Regeringsvorming
Na deze verkiezingen is het voorlopig gedaan met regeringen van nationale eenheid, en wordt er een rooms-blauwe regering-Theunis I gevormd.